# Lumbayanague
Lumbayanague est une localité de la province de Lanao du Sud, aux Philippines. En 2015, elle compte 16 372 habitants.